# М2 Бредли
М2 Бредли је америчко борбено возило пешадије које је члан породице борбених возила Бредли. Производи га BAE Systems.
Бредли је дизајниран за извиђање и транспорт пешадије, пружајући им заштиту од ватре из малокалибарског оружја, истовремено пружајући ватрену подршку за сузбијање и елиминисање већине претњи. Дизајниран је тако да буде веома управљив и да довољно брз да одржи корак са тешким оклопом током напредовања. М2 има трочлану посаду: командира, нишанњију и возача. Може да превезе шест војника.
Током 2000. године укупни трошкови програма били су 5.664.100.000 америчких долара за 1.602 возила, што даје просечну јединичну цену од 3.166.000 долара, што је еквивалентно 4.122.000 долара у 2022. години.

## Развој
БВП Бредли је развијен углавном као одговор на совјетску породицуамфибијских борбених возила пешадије БМП, а да у исто време служи и као оклопни транспортер као ловац тенкова. Развој је започео 1963. године, а Бредли је ушао у серијску производњу 1981. године. Специфичан захтев дизајна био је да буде брз као нови основни борбени тенк М1 Абрамс како би могли да одржавају формацију док се крећу, нешто што старији оклопни транспортер М113 није могао да уради са тенком М60 Патон.

### Наоружање
Бредли је опремљен са аутоматским топом М242 25мм као главним оружјем. М242 има једну цевса интегрисаним механизмом за двоструко храњење и даљинским избором додавања муниције. Бредли носи 300 граната у две кутије, једну од 70 – обично стандардних и другу од 230 – обично високоексплозивног типа, са још 600 граната у борбеном комплету. Две спремне кутије муниције омогућавају избор граната по различитим типовима. Аутоматски топ се првенствено користи за чишћење бункера и дејство на лако оклопна возила.
Аутоматски топ није оружје за супротстављање тенковима, али командири возила, посаде и центара за обуку пријавили су изоловане случајеве у којима је топ 25мм онеспособио тенкове старије генерације. Међутим, званичници Агенције за анализу система материјала војске (AMSAA) су навели да би, на основу њихове процене борбених возила у рату у заливу, возило могло бити погођено у виталне делову у случају великог приближавања у циљу дејства топом по тенковима.
Бредли је такође наоружан са спрегнутим митраљезом М240Ц са 2.200 метака од 7,62 мм.
За гађање тежих циљева, као што су тенкови, Бредли има уграђен ракетни систем TOW. Нови модели М2А1 испаљују пројектиле TOW II.
М2 Бредлији имају отворе за паљбу за модификоване јуришне пушке М16.

### Заштита
Основни оклоп М2 се састоји од алуминијумског трупа дебљине око (25,4 мм. На дну предњег дела трупа налази се додатна челична плоча дебљине 9,5 мм, првенствено намењена заштити од мина. Обе стране возила имају додатних 12,7 мм челичног оклопа који се састоји од две оклопне плоче. Купола је, за разлику од трупа, оклопљена само од челиком. Верзија М2А1 има идентичан оклоп, али и нови филтер за честице гаса за АБХ заштиту. Овакав оклоп пружа заштиту од претњи калибра до 14,5х114 мм.
Модернизовани М2А2 поседује додатни оклоп. Додатни оклоп са челичним додацима је додат на предњи део возила.  Челичне плоче од 32 мм додате су на бокове трупа, заменивши ранији оклоп, као и на предњи и бочни део куполе. Нови оклоп прекрива пешадијске пушкарнице на боковима возила. Размакнути оклоп од ламината је додат на задњи део трупа, а кевларске облоге су додате у критична подручја. Модернизовани Бредли поседује и могућност уградње реактивног оклопа. Ове надоградње оклопа су додале око 3 тоне на тежину возила.

### Противмере
Употреба алуминијумског оклопа и складиштење великих количина муниције у возилу у почетку су наметнули питања о његовој борбеној издржљивости. Размакнути појасеви од ламината и челичне сукње  додате су каснијим верзијама да би се побољшала заштита оклопа, повећавајући укупну тежину на 33 тоне. Међутим, борбене операције са малим губицима нису показале да је Бредли мањкав. У инцидентима пријатељске ватре у Пустињској олуји многи чланови посаде су преживели ударе који су потпуно уништили лакша оклопна возила ЛАВ-25.
Све верзије су опремљене са два четвороцевна бацача димних граната на предњој страни куполе за стварање одбрамбених димних завеса.
У децембру 2018. године, америчка војска је најавила да ће уградити систем активне заштите израелске производње, Гвоздена песница, на М2 Бредли из састава једне оклопне бригаде, како би побољшала заштиту  од противтенковских пројектила. Међутим, првобитна конфигурација није била довољно ефикасна, што је одлагало уградњу. Тестирања током 2022. године укључивала су реконфигурисане верзије и била су била успешнија, а америчка војска намерава да бригаду оваквих возила формира током 2025. године. Средства за опремање неколико десетина Бредлија са системом Гвоздена песница обезбеђена су почетком 2024.

### Шасија
Бредли има варену алуминијумску шасију на коју је причвршћен оклоп. Вешање је помоћу торзионих шипки и радилица. Шест малих, подељених точкова са гуменим ивицама са сваке стране опкољавају прирубнице које вире из газећег слоја. Они су првобитно били од алуминијума, али су промењени у челичне како се тежина возила повећавала.

### Покретљивост
Бредли је веома покретљив на отвореном терену, у складу са једним од главних циљева дизајна: држањем корака са тенком М1 Абрамс. Док би М113 плутао без велике припреме, Бредли је првобитно био дизајниран да плута постављањем плутајуће завесе око возила. Ово је изазвало неколико утапања због неуспеха током првих испитивања. Плутање више није било могуће након надоградње оклопа.
Од 1986. године америчка војска је веровала да је 9 оптималан број појединаца у механизованом одреду. Због ограниченог простора који је доступан за путнике у Бредлију, смештај целе одреда у Бредлију се постиже поделом.
Механизовани вод се састоји од војника који нису припадници одреда и ти војници се такође морају возити у возилима. Оригинални Бредли је имао места за 3 члана посаде и 6 путника. Оригинални механизовани вод са четири возила М2 Бредли укључивао је 12 чланова посаде и два пешадијска одреда од по 9 војника смештених у десантни део возила. У воду се налазило и још пет припадника и требало их је такође транспортовати у возилима вода: командир вода, радио-телефониста, припадник санитетске службе и два извиђача чија је улога да позивају на ватрену подршку из артиљерије и авиона. Заједно су попуњавали 35 од 36 расположивих места у четири возила вода.
У каснијим верзијама Бредлија М2А2 и М2А3, војска је преуредила унутрашњи простор за одлагање ствари и створила простор за додатно смештање у сваком возилу, што је резултирало простором за 7 војника у сваком возилу и укупно 40 војника у воду од четири возила. Са додатним људима, војска је реорганизовала вод наоружан Бредлијима у 3 одреда са по 9 војника смештених у десантним деловима. Бредлијева посада од 12 чланова остала је иста, тако да је у Бредлијима било места само за још једног путника — команданта вода. Та нова конфигурација није остављала места ни за лекара, ни за радио-телефонисту вода, ни за извиђаче. У пракси, међутим, јединице ретко добијају све људе који су им додељени, тако да обично има места и за потребне војнике.
Чак и са додатним простором у модернизованом Бредлију, екипе су биле подељене на више од једног Бредлија. Подељени одред може бити тежак за организацију и контролу одмах након десанта, посебно када је под ватром и на сложеном терену. Војска настоји да избегне ту потешкоћу тако што захтева да вод оклопних возила превози цео тим од 9 људи. Такав вод са четири возила имаће места за 12 чланова посаде и 36 војника.

## Историја

### Историја производње
М2, који је добио име по генералу из Другог светског рата Омару Бредлију, има посаду од три члана и превози одељење пешадије од шест људи.
Возило је ушло у употребу у америчкој војсци 1981. године и од тада је произведено 4.641 примерака.
Чак и након проблематичне историје развоја Бредлија, појавили су се додатни проблеми након што је производња започела, као што је касније детаљно описао пуковник ваздухопловства Џејмс Г. Бартон, који је учествовао у процесу пројектовања и постављања на терен. Бартон је заговарао употребу свеобухватних тестова ватрене моћи против возила како би се проверила могућност преживљавања. Војска и морнарица су се сложиле и успоставиле заједнички програм тестирања 1984. Приликом тестирања Бредлија, дошло је до несугласица између Бартона и Лабораторије за балистичка истраживања (БРЛ) на полигону Абердинн, која је више волела мање, контролисаније, тестове који би се могли користити за побољшање база података који се користе за моделирање.
Бартон је инсистирао на низу тестова "преклапања" у којима би се на Бредли испаљивала муниција за коју се зна да може да пробије његов оклоп. Бартон је покушаје да се избегну такви тестови назвао непоштеним, док их је БРЛ сматрао расипничким јер су већ знали да ће возило бити уништено. Несугласице су постале толико спорне да је покренута истрага у Конгресу. Као резултат тестова, урађена су нова побољшања ради веће стопе преживљавања возила.
Саудијска Арабија је изразила интересовање за куповину Бредлија 1989. године, а почела је да увози возило 1990. године. Производња Бредлија је завршена 1995. године. Произведено је укупно 6.785 М2/М3 Бредлија, укључујући 400 за Саудијску Арабију.

### Борбена употреба
Током Заливског рата 1990–1991, М2 Бредли уништио је више ирачких оклопних возила него М1 Абрамс. Двадесет Бредлија је изгубљено, три од непријатељске ватре и 17 због инцидената са пријатељском ватром. Још 12 је оштећено. Да би се отклонили проблеми који су идентификовани као фактори који доприносе инцидентима пријатељске ватре, инфрацрвени идентификациони панели и друге мере обележавања/идентификације су додате на возила.
У рату у Ираку 2003. Бредли се показао донекле рањивим на нападе импровизованим експлозивним направама и ракетним бацачима (РПГ), али су жртве биле мале; доктрина је захтевала да се омогући бекство посаде на рачун возила. Почетком 2006. године, укупни губици у борби били су између 55 и 100 Бредлија; до краја рата уништено је око 150 Бредлија. 
Пентагон је 5. јануара 2023. потврдио да је 50 Бредлија укључено у пакет помоћи Украјини од 3 милијарде долара током текуће руске инвазије. Бредлијису послати зато што су САД утврдиле да су украјинске снаге веште у одржавању таквих возила. Још 59 возила је укључено у други пакет помоћи касније тог месеца. Први Бредли је примећен у украјинској служби средином априла 2023.
Украјина је први пут употребила М2 Бредку у борби током украјинске контраофанзиве 2023., која је почела почетком јуна 2023. Дана 8. јуна, снимци руских дронова показали су да је више борбених возила Бредли оштећено и уништено у Запоришкој области, заједно са тенковима Леопард 2А6. Још неколико је возила је уништено и оштећено од стране од мина и ПОВР, док су покушавали да пробију руске одбрамбене линије. Украјински војници су похвалили могућност преживљавања Бредлија, рекавши да их штити од удараца који би били смртоносни да их је претрпео совјетски оклопни транспортер, и да се многа возила која су постала онеспособљена због борбених оштећења могу да се поврате и поправе. Заменица украјинског министра одбране Хана Малијар рекла је на Телеграму да је један М2 Бредли који је додељен 47. механизованој бригади успео да уништи два руска тенка Т-72 у једном нападу. 5. новембра по руским друштвеним мрежама почеле су да круже слике заробљеног М2А2 Бредлија у близини села Авдејевке у Доњецкој области, са заштитним системом БРАТ ("Bradley Reactive Armor Tiles"). Снимак заробљеног Бредлија емитован је на руском Каналу 1, у сегменту који приказује неколико маскираних чланова руских ремонтних екипа како прегледају возило.
Украјинске снаге су користиле М2 Бредли у борбама око Авдијевке. Аутоматски топ 25 мм је коришћен за уништавање три руска оклопна транспортера МТ-ЛБ у једној борби, уз ангажовање руске пешадије за подршку. Побољшана оптика омогућава и ноћне нападе.
12. јануара 2024. објављен је видео снимака пара украјинских М2А2 Бредлија из састава 47. механизоване бригаде како нападају и онеспособљавају руски тенк Т-90М из непосредне близине У сукобу који је трајао десет минута, два Бредлија су успела да онеспособе тенк пуцајући на механизам који је окретао куполу тенка, што је довело до неконтролисаног окретања и онеспособљавања.
До јула 2024. године, видео снимцима и фотографијама је потврђено је да су најмање 93 украјинска Бредлија изгубљена ; 44 уништена, 24 оштећена, 21 напуштен и 4 заробљена.

## Корисници
- Хрватска: 89 возила наручено по цени од  196.4 милиона америчких долара.[39]
- Либан: 32 M2А2[40]
- Саудијска Арабија: 400[3]
- Украјина - 300+ M2A2 ODS SA испоручиваних од априла 2023. до данас[41][42]
- Сједињене Америчке Државе: 6,230 укупно,[3] 1,420 М2 у активној употреби, закључно са августом 2023.[43]

### Потенцијални корисници
- Грчка[44][45]